# Maulburg
Maulburg este o comună din landul Baden-Württemberg, Germania. 

## Istorie
Maulburg a fost una dintre proprietățile Abației Sfântului Gall, care este în prezent situată în orașul St. Gallen din nordul Elveției. După secularizarea Sfântului Imperiu Roman, Maulburg va fi retrocedat Electoratului de Baden.